# NGC 7190
NGC 7190 (również PGC 67928 lub UGC 11885) – galaktyka soczewkowata (S0-a), znajdująca się w gwiazdozbiorze Pegaza. Odkrył ją Édouard Jean-Marie Stephan 23 lipca 1870 roku.